# باول ماذرز
باول ماذرز (بالإنجليزية: Paul Mathers)‏ هو لاعب كرة قدم بريطاني في مركز حراسة المرمى، ولد في 17 يناير 1970 في أبردين في المملكة المتحدة. لعب مع بيرويك راينجرز ونادي إيست فيف ونادي دندي ونادي سانت ميرين ونادي غرينوك مورتون ونادي فالكيرك ونادي لينفيلد.

## وصلات خارجية
- باول ماذرز على موقع قاعدة بيانات كرة القدم.إي يو (الإنجليزية)
- باول ماذرز على موقع Soccerbase.com (لاعب) (الإنجليزية)